# 拒絕心肺復甦術
拒絕心肺復甦術（英語：Do not resuscitate，縮寫為DNR），又譯為不施行心肺復甦術、放棄心肺復甦術、放棄急救同意書，也稱為拒絕緊急救治（No Code）或No CPR，是一種法律文書，病患在平時或在醫院時預先簽署，表明當他們面臨心跳停止或呼吸停止的狀況時，不願意接受心肺復甦術（Cardiopulmonary resuscitation, CPR）或高級心臟救命術（Advanced cardiac life support, ACLS）來延長生命。患者通常为老年人，或者长期多病住院，或患有预后不良的晚期癌症，或其它绝症。DNR不影响除了气管插管与心肺復甦術以外的其他抢救手段，患者仍可接受化疗、抗生素治疗、透析等。

## 描述
DNR是基于患者及亲属意愿，由患者或其指定代理人同医生签署的法律文书，用以声明是否接受CPR及ACLS。与之比较，“预先指示”（Advance directive）或“生前遗嘱”（Living will）则是指有决定能力的个人事先书写的文书，在其中说明若丧失自我表达能力时希望接受什么样的医疗照护，包括是否接受镇痛药、抗生素治疗、饲管进食等。“预先指示”又称“醫療照護事前指示”（Advance Health Care Directive）、预先医疗指示（Advance Medical Directive, AMD）、个人意愿书（Personal Directive）等，通常与一系列相关法律文书（如遗嘱、财务安排、授权书、指定代理人等）共同拟定签署，并授权指定代理人在自身丧失表达意愿能力（如昏迷、植物人状态、阿茲海默症、重度精神分裂等）的情况下，全权对财务、医护、衣食住行、后事等做出安排。
在中華民國法律中，分為由當事人所簽署的「預立不施行心肺復甦術意願書」和「不施行心肺復甦術意願書」，以及由家屬所代簽的「不施行心肺復甦術同意書」等三種。如果當事人在生前就已簽署，或加註在健保卡中，當救治無效時，醫生可以直接撤除維生裝置。但是如果是在病危時由家屬代簽，在代簽前已經加裝的維生裝置則不能撤除，但是醫生不會再加裝其他的裝置或急救措施。

### AND & DNR
在医疗界，“允许自然死亡”（Allow natural death, AND）这一术语更受青睐，因为“拒绝”字样可能会使得病人或家属困惑。DNR是一个在美国、加拿大和英国常用的缩写术语，以与“拒绝气管插管”（Do Not Intubate, DNI）相区别。但DNI这一术语存在不足之处，因为在临床上，需进行心肺复苏的危急病患，通常也需要进行气管插管。因此在美国的某些医院，单独的DNR也意味着拒绝插管。在美国与英国的一些地区，又写作“DNAR”（Do Not Attempt Resuscitation，拒绝尝试复苏），以强调“放弃尝试”。在紐西兰、澳大利亚和部分英国医院，使用术语“NFR”（Not For Resuscitation）。在香港，使用术语“不作心肺復甦術”（Do-Not-Attempt Cardiopulmonary Resuscitation, DNACPR）。

## 外部連結
- Do Not Resuscitate Orders （页面存档备份，存于） Published by the U.S. National Library of Medicine
- Decisions Relating to Cardiopulmonary Resuscitation （页面存档备份，存于） Published by the Resuscitation Council (UK)